# 114024 Scotkleinman
114024 Scotkleinman è un asteroide della fascia principale. Scoperto nel 2002, presenta un'orbita caratterizzata da un semiasse maggiore pari a 2,7714289 UA e da un'eccentricità di 0,0902093, inclinata di 8,33093° rispetto all'eclittica.